# بطاقة الهوية الوطنية (تايوان)
بطاقة الهوية الوطنية في جمهورية الصين (بالصينية: 中華民國國民身分證) ، هي بطاقة شخصية للصينيين الذين يعيشون في جزيرة تايوان، وتتضمن التعرفة الشخصية للمواطن وتاريخ الميلاد وتاريخ الإصدار والرقم التسلسلي للشخص. بدأ إصدار بطاقة الهوية منذ إنشاء جمهورية الصين عام 1949م.